# Scapteriscus quadripunctatus
Scapteriscus quadripunctatus är en insektsart som beskrevs av Nickle 2003. Scapteriscus quadripunctatus ingår i släktet Scapteriscus och familjen mullvadssyrsor. Inga underarter finns listade i Catalogue of Life.